# Kabupaten Halmahera Selatan
Kabupaten Halmahera Selatan är ett kabupaten i Indonesien.   Det ligger i provinsen Maluku Utara, i den nordöstra delen av landet, 2 400 km öster om huvudstaden Jakarta. Antalet invånare är 198 911.